# Los zancos
Los zancos és una pel·lícula espanyola del 1984 dirigida per Carlos Saura, sobre la base d'un guió escrit per ell mateix amb col·laboració amb Fernando Fernán Gómez. Fou rodada a Torrelodones amb una decoració de la casa influïda per Bertolt Brecht, La Barraca o el Festival de Sitges.

## Sinopsi
Ángel es un ancià professor universitari que acaba de perdre la seva esposa. Per tal de suportar millor el dolor, es trasllada a viure a un poble als afores de Madrid. Els seus veïns, l'actor de teatre Alberto i la professora d'institut Teresa, actius i vitalistes, són responsables del grup de teatre "Los zancos". Ángel intenta suïcidar-se i Teresa arriba a temps per evitar-ho. Aleshores intenta integrar-lo en la comunitat per tal que no torni a intentar-ho. Ángel s'enamora d'ella i escriu una petita obra de teatre en la qual li mostra el seu amor.

## Repartiment
- Fernando Fernán Gómez... Ángel
- Laura del Sol... Teresa
- Antonio Banderas... Alberto
- Francisco Rabal... Manuel
- Enrique Simón... Cobo
- Adriana Ozores... Begoña
- Amparo Soto
- José Yepes
- Guillermo Montesinos

## Premis
- 29a edició dels Premis Sant Jordi de Cinematografia: Premi al millor actor espanyol (Fernando Fernán Gómez)[3]
- 41a Mostra Internacional de Cinema de Venècia: Guanyador del Premi Fassinetti (Fernando Fernán Gómez) i nominada al Lleó d'Or.[4][5]